# 非法換位
非法換位（英語：illicit conversion）是一種形式謬誤。
換位法只能套用在直言命題的全稱否定型（E型）和特稱肯定型（I型），而不能用在全稱肯定型（A型）和特稱否定型（O型），套用在後者即是不當換位。

## 形式說明

### A型（無效）
形式：

P都是Q，因此，Q都是P

範例：

英國人都講英語，因此講英語的都是英國人。

### E型（有效）
形式：

P都不是Q，因此，Q都不是P

範例：

海馬都不是馬，因此，馬都不是海馬。

### I型（有效）
形式：

有些P是Q，因此，有些Q是P

範例：

有些狗是寵物，因此，有些寵物是狗。

### O型（無效）
形式：

有些P不是Q，因此，有些Q不是P

範例：

有些杯子不是咖啡杯，因此，有些咖啡杯不是杯子。

## 外部連結
- （英文） Logical Fallacy: Illicit Conversion （页面存档备份，存于）